# 陳超明
陳超明（1951年12月17日—），中華民國政治人物，苗栗縣人，現任无党籍立法委員。曾代表中國國民黨當選為苗栗縣議會第十二、十三屆議員，及台灣省議會第十屆議員。

## 經歷
- 1998年，以無黨籍身份當選為第四屆立法委員[2]。
- 2001年，立法委員選舉仍以無黨籍身份參選，但未能當選[3]。
- 2004年，立法委員選舉獲民主進步黨提名，但未能當選[4]。
- 2012年、2016年、2020年中華民國立法委員選舉均獲中國國民黨提名且順利三連霸當選連任中華民國立法委員。
- 2020年8月，因涉嫌收受高額不法賄款遭檢方聲押，同年8月4日遭裁定收押禁見。
- 2020年12月，法院裁定500萬元交保。
- 2024年，以無黨籍身份當選為第十一屆立法委員[5]。

## 爭議
- 竹南、頭份等地常有檢舉達人大量舉發違規停車，每月動輒上千件，警方依規開罰也引發反彈，立委陳超明為此提出道路交通安全處罰條例修正案，舉發期限從違規日起3個月減為7天，逾期不受理以減少爭議，已獲三讀通過。[6]
- 陳超明表示：「如果石虎那麼偉大，那人類就不要生存了！」，主張應開闢三義外環道，並認為生態保育不應影響地方發展[7]。
- 「有錢的人很努力啊，怎麼說他們炒地皮呢？」藍委陳超明則有不同意見，他認為有的人買很多房子，有的人買不起，但傳統觀念是有土地是私有財，所以才會有人拼命買房，這才是正常的經濟競爭。
- 2014年10月28日時，陳超明先說「我要跟次長講，不是只有國民黨會買票，我跟你講某些政黨也會買票。」後來更特別強調，他會知道是因為「我兩個政黨都走過」。隨後話鋒一轉，他說「我不是反賄選，我非常支持賄選」。主席在陳超明質詢結束補充指出此為口誤：「陳超明委員，你剛才意思應該是支持抓賄選，而不是支持賄選。」[8]
- 2015年10月27日，陳超明於立法院總質詢時表示，相較於民進黨執政的嘉義、屏東，苗栗稅收從95年的198億到103年增加到347億，但從中央拿到的統籌分配款與一般補助款卻只有110億，反觀嘉義在同期間的稅收，從69億增加到82億，只交給中央47.9億卻拿了130億，屏東則是從186億增加到228億，給中央100億卻拿了113億，明顯不公平，希望行政院院長毛治國解決相關問題，並要外界別汙名化苗栗，苗栗應該是「台灣希望」，嘉義和屏東才是「不努力的孩子」！ [9][10]。
- 2016年6月7日，行政院院長林全與內政委員會和外交國防委員會委員餐敘，中國國民黨只有陳超明一人出席。陳超明說：「不入虎穴、焉得虎子，希望藉此向林全反映，苗栗財稅黑洞大，希望能協助解決相關問題。」[11][12][13]。
- 2016年10月19日，在立法院「大法官同意權審查詢答」時，陳超明請詹森林背出大法官的職權，但不待詹森林言畢就打斷其發言。而後陳超明又教訓詹森林「三民主義讀一下嘛」，並說三民主義是「民有、民治、民享」（三民主義乃為民族主義、民權主義、民生主義）。因而招致負面評價。事後陳超明回應，他當時是要詹說出「大法官須超出黨派以外，獨立行使職權，不受任何干涉。」。另外，陳超明強調，自己當時回應的是「你以為我不懂」，而非媒體誤傳的「我聽不懂」。對於錯誤理解三民主義的爭議，陳某則坦言自己「說錯了」，但對於網友「無德無能」的罵聲，以及同黨同志勸退，隻字未提。[14][15][16]
- 2019年3月8日,國民黨立委陳超明找上行政院長蘇貞昌，要PK兩岸議題，蘇貞昌反問他有沒有去中國，去了有沒有提中華民國，陳超明說：私下有講。隨後陳超明引名言：「曼德拉總統曾經（說）啊，想要與敵人和平共處就必須與敵人合作。」而蘇貞昌則回敬：「曼德拉說，環境再惡劣，我從不低頭哭泣，我從不動搖，我是我心靈的主人。曼德拉說的。」使陳超明當場尷尬說：｢兩個怎麼差別那麼大？！｣[17]
- 2019年3月10日，陳超明受訪再解釋，台灣的地理位置及經濟條件與香港不同，因此中共總書記習近平所提出的「對台一國兩制」也異於香港，中華民國應正視並面對面談判，「統一不代表統治」，兩岸可針對主權、國防議題再研議，不會矮化台灣地位。而到中國是否能講中華民國？陳超明說，到中國要客隨主便，不能以言語激化衝突，所以在中國講「中華人民共和國」，在台灣講「中華民國」，未來可再針對國名討論，雙方不必堅持己見，「或可稱作『大中華民國』」。[18]
- 陳超明在立法院質詢，每次開路就有石虎遭到「路殺」，懷疑是炒作新聞，「難道抓一隻石虎到竹科就停止開發？」，諷刺「石虎團體很偉大」。對此，台灣石虎保育協會發出聲明，陳超明言論對於苗栗縣府農業處是「人格抹滅」，要求道歉。[19]
- 2020年3月5日，立法院財政委員會5日聯席審查「中央政府嚴重特殊傳染性肺炎防治及紓困振興特別預算案」時，質疑口罩缺貨時，為何一定要由工廠製作，應提供材料動員社區自製，並自信地對防疫指揮官說「這是我救你的方法」、「比共產黨還厲害捏」。[20][21]
- 2020年7月31日疑似涉及SOGO及土地弊案收賄案，遭檢調搜索、約談和羈押。[22][23]12月4日，陳超明以500萬元新台幣交保，並被限制住居和出境[24]。2022年7月6日，台北地方法院依《貪污治罪條例》等罪判處陳超明7年8月徒刑。全案可上訴。[25]原先判決結果出爐後，陳超明對外表示有意參選苗栗縣長選舉，8月19日陳超明聲明指，根據《地方制度法》第78條，民選首長涉貪汙罪一審判決有罪就須停職，因此即便他當選也無法就職，所以將不會參選年底的縣長選舉。[26]

## 選舉紀錄
| 年度 | 選舉屆數               | 選舉區                 | 所屬政黨   | 得票數    | 得票率 | 當選標記 | 備註 |
| ---- | ---------------------- | ---------------------- | ---------- | --------- | ------ | -------- | ---- |
| 1994 | 第十屆臺灣省議員選舉   | 苗栗縣選舉區           | 中國國民黨 | 69,992    | 24.56% |          |      |
| 1998 | 第四屆立法委員選舉     | 苗栗縣立法委員選舉區   | 無黨籍     | 46,776    | 17.61% |          |      |
| 2001 | 第五屆立法委員選舉     | 苗栗縣立法委員選舉區   | 無黨籍     | 33,531    | 12.94% |          |      |
| 2004 | 第六屆立法委員選舉     | 苗栗縣立法委員選舉區   | 民主進步黨 | 38,839    | 16.20% |          |      |
| 2005 | 任務型國民大會代表選舉 | 任務型國民大會代表選舉 | 民主進步黨 | 1,647,791 | 42.52% |          |      |
| 2012 | 第八屆立法委員選舉     | 苗栗縣第一選舉區       | 中國國民黨 | 82,902    | 56.82% |          |      |
| 2016 | 第九屆立法委員選舉     | 苗栗縣第一選舉區       | 中國國民黨 | 56,373    | 42.26% |          |      |
| 2020 | 第十屆立法委員選舉     | 苗栗縣第一選舉區       | 中國國民黨 | 73,154    | 49.07% |          |      |
| 2024 | 第十一屆立法委員選舉   | 苗栗縣第一選舉區       | 無黨籍     | 79,521    | 56.85% |          |      |

## 外部連結
- 陳超明-阿明哥粉絲團的Facebook專頁